# آیفون اواس ۲
آیفون اواس ۲ دومین نسخه اصلی سیستم عامل تلفن همراه آی او اس که توسط اپل توسعه داده شده و جانشین آیفون اواس ۱، اولین نسخه آی‌اواس بود که از طریق اپ استور از برنامه‌های کاربردی پشتیبانی می‌کند. آیفون او اس ۲٫۲٫۱ نسخه نهایی آیفون اواس ۲ بود. آیفون اواس ۳ در ۱۷ ژوئن ۲۰۰۹ جانشین این نسخه شد.

## تاریخ
آیفون اواس ۲ در ۹ ژوئن ۲۰۰۸ در سخنرانی اصلی کنفرانس جهانی توسعه‌دهندگان اپل معرفی شد.
آیفون او اس ۲٫۰ در ۱۱ ژوئیه ۲۰۰۸ منتشر شد. همراه با آیفون ۳جی به بازار عرضه شد و در نسل اول آیفون نیز اجرا شد.

### به‌روزرسانی‌ها
| نسخه        | ساختن       | تاریخ انتشار                   | یادداشت |
| ----------- | ----------- | ------------------------------ | --- |
| ۲٫۰         | 5A347       | ۱۱ ژوئیه ۲۰۰۸                  | انتشار اولیه؛ انتشار اولیه در آیفون ۳جی |
| ۲٫۰۱        | 5B108       | ۴ اوت ۲۰۰۸                     | رفع اشکالات |
| ۲٫۰٫۲       | 5C1         | ۱۸ اوت ۲۰۰۸                    | رفع اشکالات |
| ۲٫۱٫۰ ۲٫۱٫۱ | 5F136 5F138 | ۱۲ سپتامبر ۲۰۰۸ ۹ سپتامبر ۲۰۰۸ | عرضه اولیه در آی‌پاد تاچ (نسل ۲) |
| ۲٫۲         | 5G77 5G77a  | ۲۱ نوامبر ۲۰۰۸                 | ویژگی‌های جدید: - بهبود عملکرد و ثبات برای سافاری - قابلیت نمای خیابان برای Maps - بهبود عملکرد تماس بگیرید - رفع اشکال برای واکشی ایمیل - قالب HTML با پشتیبانی گسترده از ایمیل - پادکست‌ها را می‌توان از طریق Wi-Fi بارگیری کرد - تصحیح خودکار صفحه کلید را می‌توان غیرفعال کرد |
| ۲٫۲٫۱       | 5H11 5H11a  | ۲۷ ژانویه ۲۰۰۹                 | رفع اشکالات |